# Нилгирская харза
Нилгирская харза (лат. Martes gwatkinsii) — хищное млекопитающее семейства куньих (Mustelidae). Один из самых крупных и ярко окрашенных представителей рода куниц, вместе с харзой (Martes flavigula).

## Описание
Это довольно крупная куница, в длину от 55 до 70 см. Длина хвоста составляет от 40 до 45 см, а вес от 2 до 2,5 кг. Нилгирская харза похожа на харзу, только чуть меньше, а также отличается в структуре черепа с выступающей выгнутой поверхностью лобной кости.
Спутать нилгирскую харзу с другими представителями рода практически невозможно. Будучи тёмно-коричневой сверху и с жёлто-апельсиновой раскраской на груди и шее, она является одной из самых красочных представителей из рода куниц.

## Распространение
Единственный вид куницы, встречающийся в Южной Индии. Проживает на возвышенностях Нилгири и в Западных Гхатах.

## Поведение
О поведении и экологии этой куницы известно очень немного. Есть сведения, что это дневной, обитающий на деревьях хищник. По всей вероятности, нилгирская харза, также как многие другие куницы, спускается и охотится на земле. Есть свидетельства очевидцев, видевших охоту харзы на ворон (1949 г.). Это происходило в горной местности индийского штата Керала. До этого были свидетельства из Малабара о охоте куницы на индийскую гигантскую белку (Ratufa indica) (1944 г.) и на цикад (1941 г.). На сегодняшний день это единственная имеющаяся информация об этом хищнике.